# Commodore 116
Commodore 116 – komputer domowy, uboższa wersja komputera Commodore 16, wyprodukowany przez amerykańską firmę Commodore w 1984 roku i dostępny wyłącznie w Europie.

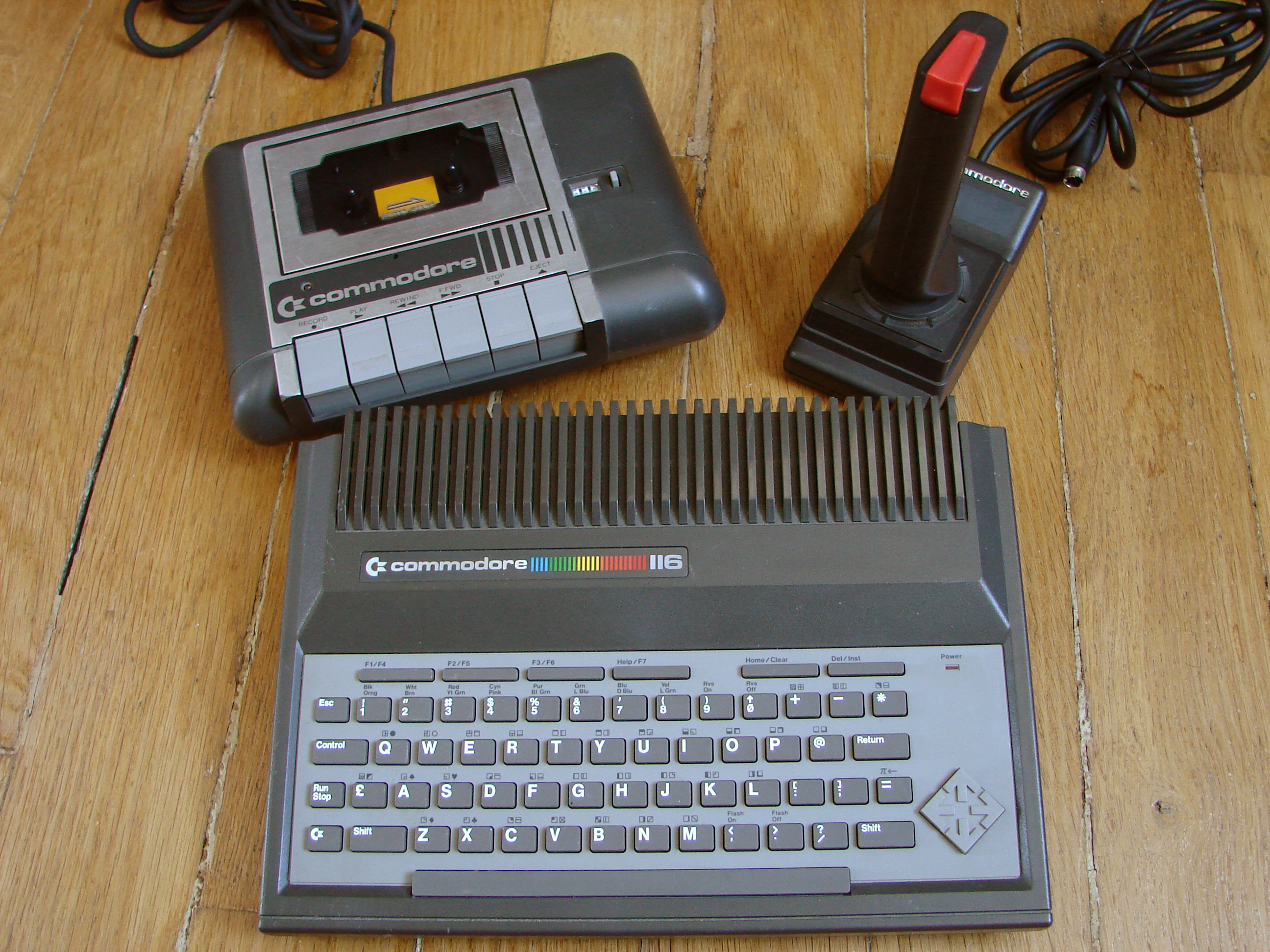
Komputer Commodore 116, dedykowany magnetofon Commodore 1531 (nośnik danych na kasetach magnetofonowych) i dżojstik

## Opis
Najważniejszą różnicą w stosunku do C16 była nowa, mniejsza obudowa zapożyczona z modelu Commodore Plus/4 z klawiaturą z gumowymi przyciskami i blokiem strzałek kierunkowych. Poza tym parametry techniczne nie różniły się od C16 – zainstalowano 16 kB pamięci RAM (rozszerzalnej do 64 kB), 32 kB pamięci ROM i bazujący na 6502 procesor 7501 o taktowaniu 1,69 MHz. Zaimplementowano BASIC w wersji 3.5.
C116 był kompatybilny z modelami C16 i Plus/4. Ze względu na niekompatybilność z Commodore 64 i niskie osiągi komputer nie przyjął się.